# Мазер (провінція Тревізо)
Мазер (італ. Maser, вен. Maser) — муніципалітет в Італії, у регіоні Венето, провінція Тревізо.
Мазер розташований на відстані близько 440 км на північ від Рима, 55 км на північний захід від Венеції, 27 км на північний захід від Тревізо.

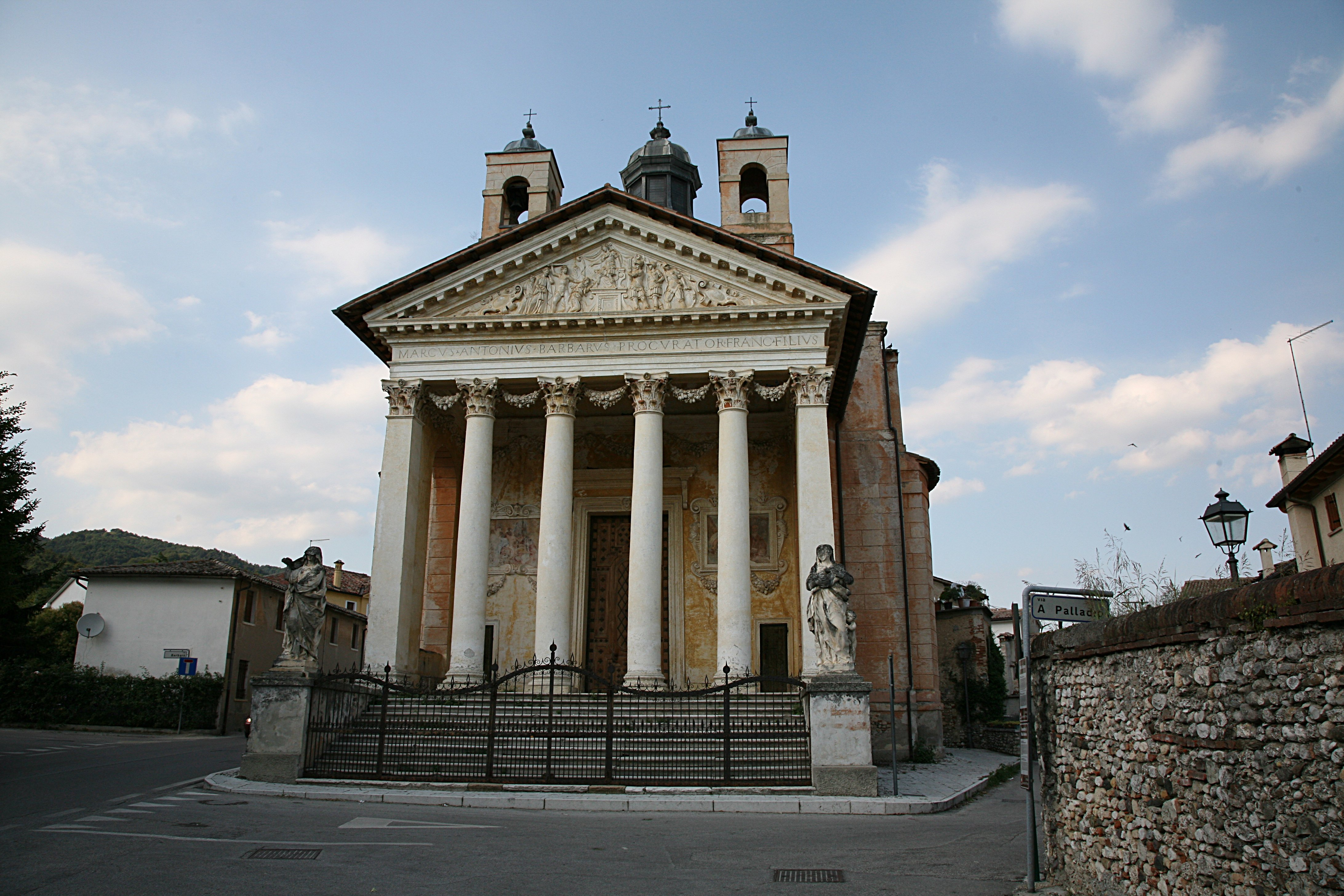

Населення — 5110 осіб (2014).

## Демографія
Населення за роками:

Станом на 1 січня 2023 року в муніципалітеті офіційно проживали 324 іноземці з 31 країни, серед них 126 громадян країн Євросоюзу та 10 громадян України.

## Сусідні муніципалітети
- Альтіволе
- Азоло
- Каерано-ді-Сан-Марко
- Корнуда
- Монфумо